# US Open 2013 - Doppio maschile in carrozzina
Stéphane Houdet e Nicolas Peifer sono i detentori del titolo ma Peifer ha deciso di non partecipare quindi Houdet gioca con Shingo Kunieda. I due sono stati sconfitti in semifinale da Michael Jeremiasz e Maikel Scheffers che hanno poi vinto sconfiggendo in finale  Gustavo Fernandez e Joachim Gérard per 6-0, 4-6, 6-3.

## Teste di serie
1. Stéphane Houdet /  Shingo Kunieda (semifinale)
2. Gordon Reid /  Ronald Vink (semifinale)

## Tabellone

### Legenda
| - Q = Qualificato - WC = Wild card - LL = Lucky loser | - ALT = Alternate - SE = Special Exempt - PR = Protected Ranking | - w/o = Walkover - r = Ritirato - d = Squalificato |

### Finali
|  | Semifinali | Semifinali                         | Semifinali | Semifinali | Semifinali |  |  | Finale                             | Finale                             | Finale | Finale | Finale |  |
|  |            |                                    |            |            |            |  |  |                                    |                                    |        |        |        |  |
|  | 1          | Stéphane Houdet Shingo Kunieda     | 6          | 0          | 4          |  |  |                                    |                                    |        |        |        |  |
|  |            | Michael Jeremiasz Maikel Scheffers | 2          | 6          | 6          |  |  | Michael Jeremiasz Maikel Scheffers | Michael Jeremiasz Maikel Scheffers | 6      | 4      | 6      |  |
|  |            | Gustavo Fernandez Joachim Gérard   | 7          | 65         | 7          |  |  | Gustavo Fernandez Joachim Gérard   | Gustavo Fernandez Joachim Gérard   | 0      | 6      | 3      |  |
|  | 2          | Gordon Reid Ronald Vink            | 65         | 7          | 5          |  |  |                                    |                                    |        |        |        |  |